# Fuscaldo
Fuscaldo és un municipi italià, dins de la província de Cosenza, que limita amb els municipis de Cerzeto, Guardia Piemontese, Lattarico, Mongrassano, Montalto Uffugo, Paola, Rota Greca i San Benedetto Ullano a la mateixa província.

## Evolució demogràfica
| Població censada al municipi de Fuscaldo | Població censada al municipi de Fuscaldo      | Població censada al municipi de Fuscaldo |
| ---------------------------------------- | --------------------------------------------- | ---------------------------------------- |
|                                          |                                               |                                          |
| Notes:                                   | Elaboració gràfica per part de la Viquipèdia  |                                          |
|                                          | Font: ISTAT (Institut Nacional d'Estadística) |                                          |